# 第一次布尔战争
第一次布尔战争（英語：First Boer War；1880年12月16日-1881年3月6日），又称第一次自由戰爭，第一次英布战争（英語：First Anglo–Boer War）、德兰士瓦战争（英語：Transvaal War）、德兰士瓦叛乱（英語：Transvaal Rebellion），是英国与南非布尔人之间的一次小规模战争。

## 布尔人共和国的建立

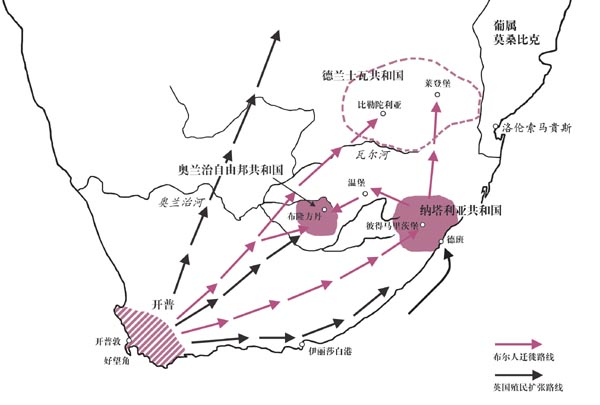
布尔人的大迁徙

1652年，第一批荷兰移民抵达非洲南部的好望角定居。1795年和1806年，英国两次占领好望角殖民地。1814年至1815年的维也纳和会上，英国以600万英镑的价格从荷兰手中购买了好望角地区，开始对其加以统治。好望角地区又称作开普（Cape）。
1836年，对英国统治不满的布尔人开始集体离开开普殖民地。民团司令官安德列斯·比勒陀利乌斯（Andries W. J. Pretorius，史称老比勒陀利乌斯）在北方内陆建立了莱登堡共和国、温堡共和国等殖民区。这些殖民区在1849年合并，建立了南非共和国（Zuid Afrikaansche Republik，又称德兰士瓦共和国）。另一部分的布尔人则在其东部和南部先后建立了纳塔利亚共和国（Republiek Natalia）和奥兰治自由邦（Oranje Vrijstaat）。

## 英国吞并德兰士瓦
1876年，英属纳塔尔省总督谢普斯通（Sir Shepstone）于前往德兰士瓦共和国进行游说，劝其接受英国统治。由于财政困难，以及面临与东边祖鲁人王国的大规模冲突，德兰士瓦共和国接受了归并英国的要求。1877年4月，英国发表声明，德兰士瓦共和国成为英国殖民地，任命谢普斯通爵士为行政长官。德兰士瓦总统伯格斯辞职。
1879年祖鲁战争之后，英国消灭了祖鲁王国，解除了布尔人面临的最大威胁。由于英国人统治德兰士瓦共和国的三年期间，并没有着手改善中下层布尔人的生活条件，也没有增加投资、改善当地的财政、经济和政治生活，反而允许英国商人进行土地投机、向布尔人补收以前欠德兰士瓦共和国的税款，引起了布尔人民广泛的不满情绪。

## 布尔人的反抗
1880年9月，为了从土著手中收缴金伯利钻石矿作为工资发到黑人劳工手里的大量枪支，在英国保护国巴苏陀兰（今莱索托）发生了“缴枪暴乱”。英国驻德兰士瓦的主力部队南下镇压暴乱，留在德兰士瓦的英军总数不超过三千人，只驻守在比勒陀利亚、吕斯滕堡、莱登堡、斯坦德顿等几个重要城镇，防务空虚。该年12月16日，五千多不满英国治理的布尔人聚集在帕尔德克拉尔举行国民大会，宣布进行武装反抗，恢复南非共和国。推举在布尔人当中德高望重的保罗·克鲁格 (S. J. Paulus Kruger)、皮特·茹贝尔 (Jacobus “Piet” Joubert)和小比勒陀利乌斯 (Martius Pretorius)三人为首领。同日，新组成的三人政府将南非共和国的独立声明送到了普勒托利亞驻军的手中，英国人拒绝接受，下令各地驻军火速增援普勒托利亞。

## 作战过程

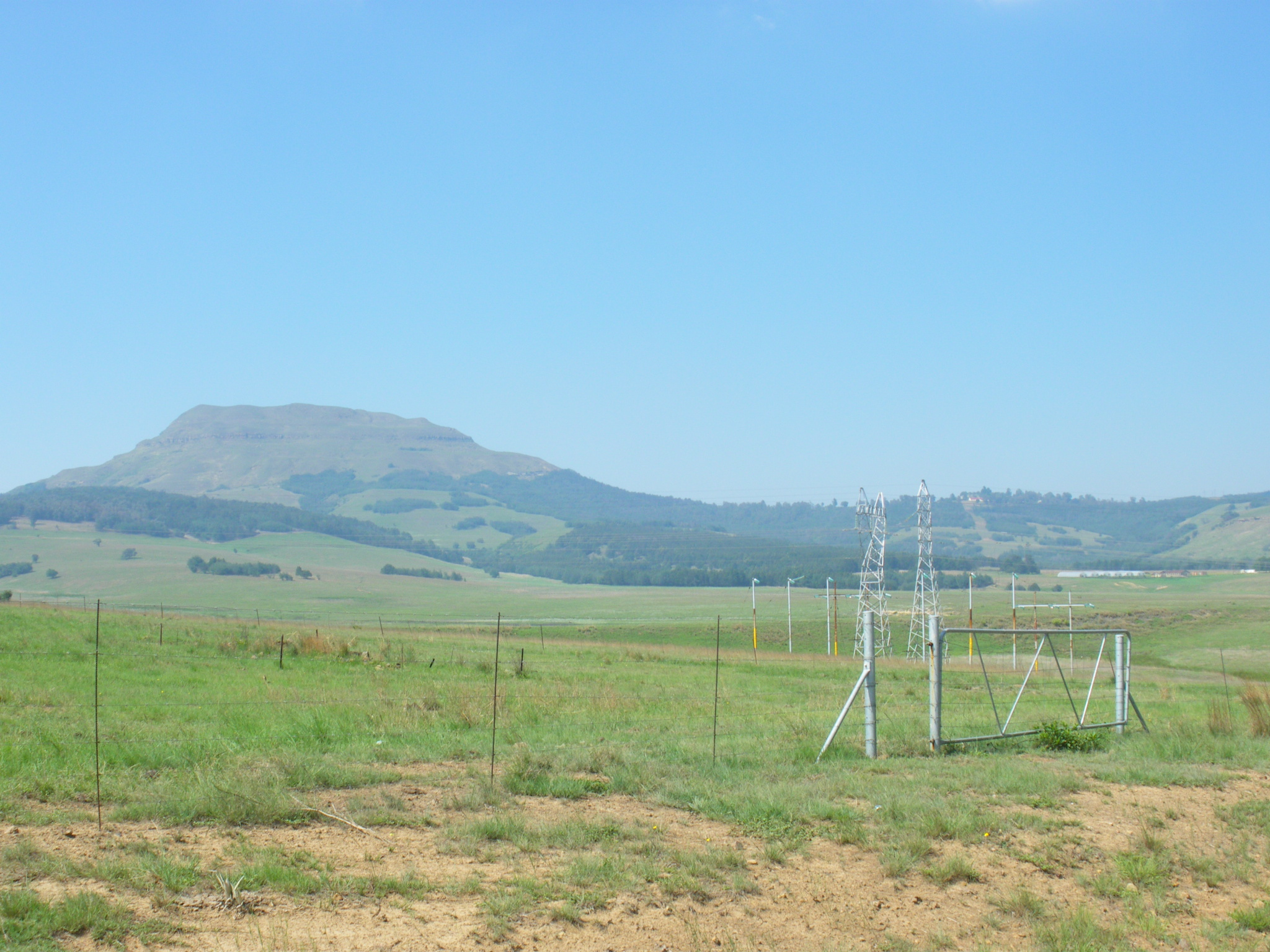
马朱巴山 (Majuba Hill)

1880年12月17日，布尔人市民和英国驻军的冲突在波切夫斯特鲁姆爆发。12月20日，驻扎在莱登堡的英军第94团两个连驰援普勒托利亞，在布朗霍斯普鲁特河（Bronkhorst Spruit）遭到布尔民团的伏击，第一场战斗爆發。由于布尔人采取了游击战的战术，在交战中，英军247人中有77人阵亡，157人受伤，布军只有2人死亡，4人受伤。
1881年1月，增援的英军部队从纳塔尔殖民地出发，向德兰士瓦进军。英军司令科利将军（Sir George Colley）率这支千余人的援军，西进德兰士瓦。在纳塔尔与德兰士瓦边境的朗峡谷（Laing's Nek）受到茹贝尔将军的阻击。英军有93人被打死，133人受伤，54人被俘，科利本人也在山顶被击毙。布军方面只有1人阵亡，5人受伤。
1881年3月6日，英国和德兰士瓦军队签订停战协议，8月3日双方又签订了《普勒托利亞协定》。该协定规定，保证德兰士瓦可以建立在英国女王宗主权下的完全自治的政府，英国保持三项特权：控制德兰士瓦对外关系；保持对德兰士瓦同非洲部落关系的控制权；战时英军有权借道德兰士瓦。